# Ostrva
Die Ostrva (deutsch Osterwa/Osterva, auch Hochwaldkuppe oder Mengsdorfer Kanzel, ungarisch Oszterva oder Menguszfalvi-szószék, polnisch Osterwa) ist ein Berg in der Hohen Tatra in der Slowakei mit einer Höhe von 1980 m n.m. (nach anderen Quellen 1984 m n.m., ältere Quellen geben nur 1926 m n.m. an) Der Berg befindet sich auf einem vom Berg Končistá (2538 m n.m.) nach Südwesten verlaufenden Seitengrat. Im Westen gehen die Hänge Richtung Tal Mengusovská dolina (deutsch Mengsdorfer Tal), im Osten in das kleine Tal Dolina Veľkej hučavy (deutsch Tal des Großen Rauschbaches) über.
Der Berg ist an sich eher unauffällig, jedoch sehr häufig besucht, da aus dem nahen Sattel Sedlo pod Ostrvou (1966 m n.m.) ein kurzer Pfad vom Wanderweg Tatranská magistrála (deutsch Magistrale) führt. Dieser Weg überwindet den Höhenunterschied vom Bergsee Popradské pleso (deutsch Poppersee) zum Sattel durch insgesamt 28 Serpentinen am Nordwesthang.  Am Gipfel eröffnen sich Aussichten in die Täler Mengusovská dolina und Zlomiská (deutsch Trümmertal) sowie in den Kessel unterhalb der Tatra nach Süden. Weiter östlich geht der Weg Richtung See Batizovské pleso und Berghotel Sliezsky dom. In einem Zirbelhain am Fuße der Westwand der Ostrva befindet sich der Symbolische Friedhof der in den Bergen Verunglückten.
Der Name ist traditionellen Ursprungs und soll von der Ähnlichkeit der Gestalt des Bergs mit einer Dieme (slowakisch ostrva) abgeleitet worden sein. Im Jahrbuch 1891 des Ungarischen Karpathenvereins ist hingegen eine Annahme des Professoren Martin Róth zu lesen, dass die steilen (slow. m. ostrý) Nordhängen namensgebend seien.
Ein Pfad zum Berg von Vyšné Hágy aus wurde 1886 vom Ungarischen Karpathenverein angelegt. Die gegenwärtige Trasse der Magistrale wurde 1930–31 errichtet.